# Repubblica di Cuba (1902-1959)
Con Repubblica di Cuba si indica lo Stato cubano esistito dalla fine dell'occupazione statunitense dell'isola di Cuba il 20 maggio 1902 (interrotto da un'altra occupazione tra il 1906 e il 1909) al trionfo della rivoluzione cubana il 1º gennaio 1959, che avrebbe istituito uno Stato socialista.

## Storia

### L'indipendenza dalla Spagna ed il protettorato USA (1895-1902)

Bandiera usata dal Protettorato americano di Cuba (1898-1902).

Dopo la guerra ispano-americana, Spagna e Stati Uniti firmarono il Trattato di Parigi, con il quale la Spagna cedette Porto Rico, Guam e Filippine agli Stati Uniti per la somma di $ 20 milioni. Cuba, nel frattempo divenuta "Protettorato americano di Cuba" ottenne l'indipendenza formale dagli Stati Uniti il 20 maggio 1902.
Gli Stati Uniti mantennero però il diritto di intervenire negli affari interni e sorvegliare le sue finanze e le relazioni con l'estero. 
Con l'emendamento Platt, gli Stati Uniti acquistarono la base navale della baia di Guantánamo da Cuba, tutt'oggi americana.

### Le prime elezioni l'intervento statunitense (1902-1933)

La nuova bandiera cubana, adottata nel 1902.

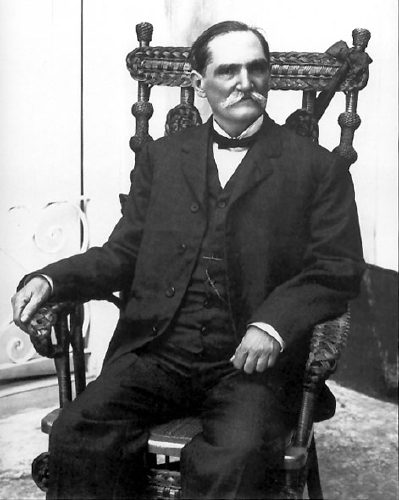
Tomás Estrada Palma, primo presidente di una Cuba formalmente indipendente.

Il 20 maggio 1902 nacque così la Repubblica di Cuba, con Tomás Estrada Palma come primo Presidente. Palma si ricandiderà nel 1906, elezioni che furono aspramente contestate, a tal punto che si trovò a fronteggiare una rivolta armata di veterani della Guerra di indipendenza che sconfissero le scarse forze del governo. Gli Stati Uniti intervennero rioccupando militarmente Cuba e nominarono Charles Edward Magoon come governatore per tre anni. Gli storici cubani hanno attribuito al governatorato di Magoon l'introduzione della corruzione politica e sociale.  Nel 1908 l'autogoverno fu ristabilito quando José Miguel Gómez venne eletto presidente, ma gli Stati Uniti continuarono a interferire negli affari cubani, mantenendo nei fatti il protettorato. 
Nel 1924, Gerardo Machado fu eletto presidente. Durante la sua amministrazione, vi fu un aumento del turismo contrassegnato dalla costruzione di ristoranti e alberghi di proprietà statunitense per accogliere l'afflusso di turisti. Il crollo di Wall Street del 1929 fece precipitare il prezzo dello zucchero, causando disordini politici e conseguenti repressioni. 
Un movimento di protesta studentesco, conosciuto come la "Generazione del 1930", si oppose anche in maniera forte al Machado sempre più impopolare.  Uno sciopero generale, e varie rivolte anche armate costrinsero Machado all'esilio nell'agosto 1933. 
Egli venne poi sostituito da Carlos Manuel de Céspedes y Quesada. 
Nel settembre 1933 una rivolta di militari, capeggiati dal sergente Fulgencio Batista, rovesciò Céspedes. Un comitato esecutivo di cinque membri (la cosiddetta "Pentarchia" del '33) fu scelto come guida del governo provvisorio. Ramón Grau San Martín fu poi nominato presidente temporaneo.

### Il colpo di Stato del 1952 e la dittatura militare (1933-1959)

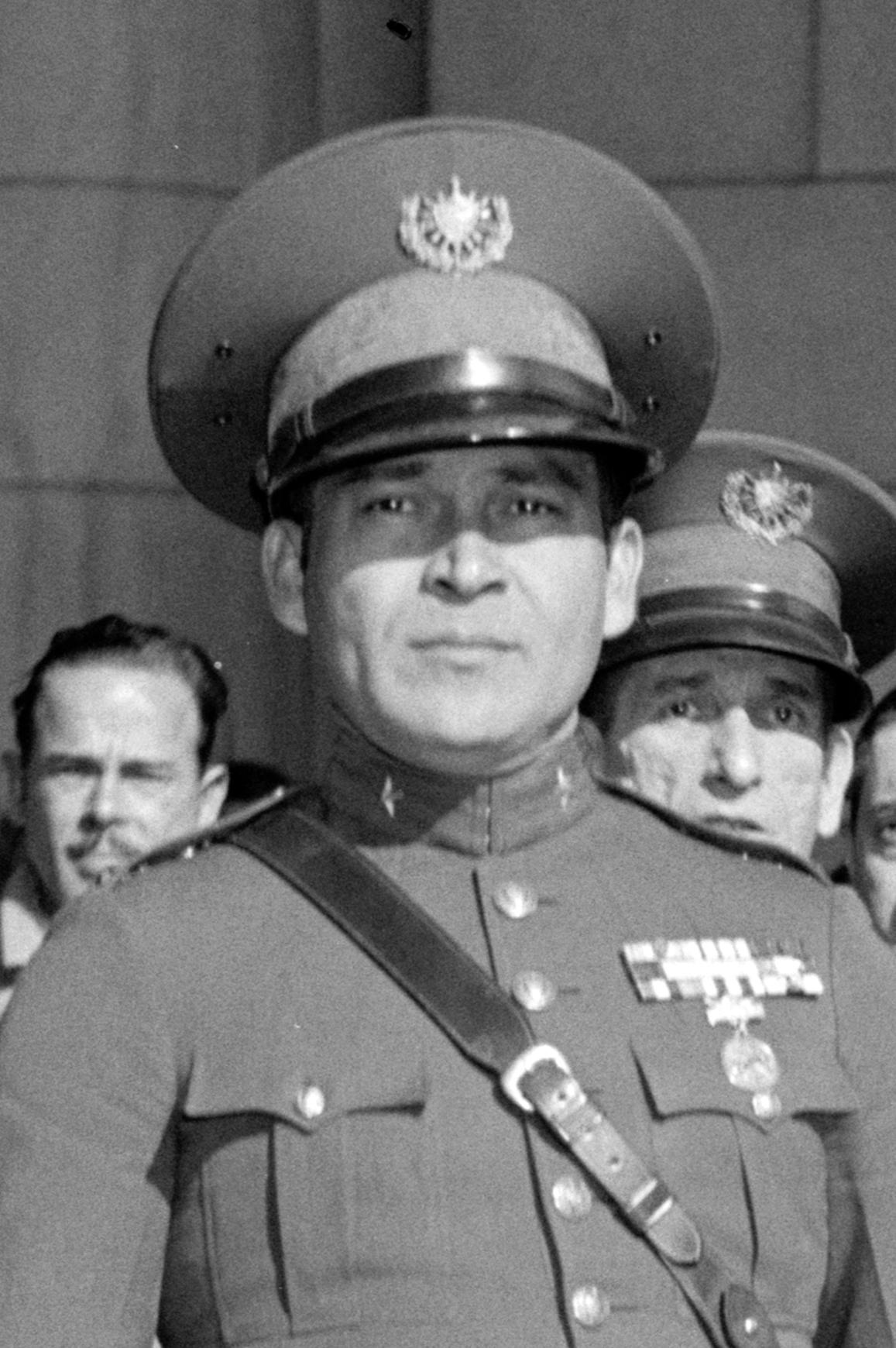
Fulgencio Batista, ufficialmente Presidente dal 1940 al 1944 e dal 1952 al 1959. Di fatto dittatore già dal 1933.

Grau si dimise nel 1934, lasciando la strada libera per Batista, che ha dominato la politica cubana per i successivi 25 anni, attraverso anche una serie di presidenti fantoccio. 
Dopo essersi candidato con esito negativo per la presidenza nel 1952, Batista, mise in atto un colpo di Stato e proclamò illegale il Partito Comunista di Cuba. Aumentò il salario delle forze armate e della polizia (da 67 pesos a 100 pesos e da 91 pesos a 150 pesos, rispettivamente), si concesse un salario annuale superiore a quello del presidente USA (passò da 26400$ a 144000$ contro i 100000$ di Truman), sospese il Congresso e consegnò il potere legislativo al Consiglio dei Ministri, abolì il diritto di sciopero, ripristinò la pena di morte (vietata dalla Costituzione del 1940) e sospese le garanzie costituzionali. Gli Stati Uniti riconobbero subito il suo governo come legittimo. Come sottolineò l'ambasciatore USA all'Avana, "le dichiarazioni del generale Batista rispetto al capitale privato furono eccellenti. Furono molto ben accolte e io sapevo senza dubbio possibile che il mondo degli affari fosse parte dei più entusiasti sostenitori del nuovo regime".
Le riserve monetarie scesero da 448 milioni di pesos, nel 1952, a 373 milioni nel 1958. Il debito del paese passò da 300 milioni di dollari, nel marzo 1952, a 1300 milioni nel gennaio 1959, e il deficit di bilancio raggiunse gli 800 milioni di dollari. 
Nel maggio 1955, il regime militare creò l'Ufficio per la Repressione delle Attività Comuniste (BRAC), incaricato di "reprimere tutte le attività sovversive". Cuba fu influenzata da quello che era forse il più grande sindacato dei lavoratori in America Latina, che risultò determinante nelle scelte politiche strategiche. I sindacati dei lavoratori supportarono fino alla fine Batista, che resistette al potere fino a quando fu costretto all'esilio nel dicembre 1958, dopo lo scoppio della rivoluzione cubana.

## Politica
La prima costituzione di Cuba venne realizzata nel 1901 ed entrò in vigore con l'indipendenza del paese il 20 maggio 1902. 
La prima costituzione garantiva una democrazia rappresentativa con una divisione dei poteri, un apparato legislativo bicamerale costituito dal Senato e dalla Camera dei rappresentanti, un potere esecutivo riservato al Presidente, che disponeva di ampi poteri, simili alla Costituzione degli Stati Uniti, e un potere giudiziario relativamente indipendente, ma abbastanza soggetto al Presidente. 
Dopo l'instabilità politica degli anni '30, durante la presidenza di Federico Laredo Bru si tenevano le elezioni per un'Assemblea costituente, che avrebbe redatto una nuova "Magna Carta" che avrebbe ridotto i poteri del Presidente e stabilito la figura del Primo Ministro, mutando Cuba in una repubblica semi-presidenziale. 
Durante i suoi primi mesi, l'Assemblea costituente aveva come capo Ramón Grau San Martín del Partito Autentico. Dopo le dimissioni, Carlos Márquez Sterling, del Partito Repubblicano di Azione, lo sostituirà. 
Il 10 ottobre 1940, la "Costituzione del 1940" entrò in vigore.
Al momento della sua entrata in vigore la Costituzione del 1940 era, sulla carta, una delle più avanzate al mondo in termini di democrazia e diritti civili. Tuttavia non era applicata nella realtà, poiché negli anni '40 Cuba era nel pieno della dittatura di Batista. Uno degli obbiettivi di Fidel Castro era infatti quello di recuperare e rendere effettiva la Costituzione del '40.

## Economia
L'economia cubana era da sempre stata strettamente legata allo zucchero, che ha costituito fin dall'inizio il principale e quasi l'unico prodotto esportato dall'isola. 
Dopo l'indipendenza, il quadro non è cambiato troppo, Cuba ha continuato a dipendere dallo zucchero, la sua economia era strettamente legata al suo prezzo sul mercato internazionale perché quasi tutto lo zucchero prodotto era destinato al mercato estero, in particolare, ovviamente, gli Stati Uniti. 
Tuttavia, tra il 1920 e il 1933, le esportazioni e le importazioni dell'isola sono diminuite dal 60% al 50%. Diverse sventure si verificano in modo tale che si verificò una tale diminuzione in poco più di 10 anni. Gli Stati Uniti, che avevano acquistato enormi quantità per sfamare i soldati della prima guerra mondiale, smisero di aver bisogno di così tanto zucchero e, per non essere più dipendenti da Cuba da questo punto di vista, iniziarono a produrre zucchero da barbabietole coltivate nel proprio territorio che gradualmente sostituì quello da Cuba.
Con il calo della domanda di zucchero, il prezzo cominciò a calare e l'economia cubana iniziò a perdere vantaggio in termini di scambi: era diventato necessario vendere più tonnellate di zucchero per poter importare dall'estero la stessa quantità di un altro prodotto, un esempio: se nel 1900 un produttore avrebbe dovuto vendere una tonnellata di zucchero per poter comprare un'auto, nel 1950 avrebbe dovuto vendere due tonnellate.